# Суперфорсаж
Суперфорсаж! (англ. Superfast!, букв. «Надшвидкий») — американська пародійна кінокомедія 2015 року, знята Джейсоном Фрідбергом та Аароном Зельцером. Картина пародіює серію фільмів «Форсаж». «Суперфорсаж!» випустили в кінотеатрах і VOD-сервісі 3 квітня 2015 року, щоб збігтися з прем'єрою фільму «Форсаж 7».

## Сюжет
Поліцейський Лукас Вайт таємно входить у світ підпільних вуличних перегонів, щоб приєднатися до банди вуличних гонщиків на чолі з Віном Серенто і наблизитися до злочинного угруповання на чолі з королем злочинців Лос-Анджелеса Хуаном Карлосом де ла Солом. Вранці після програної вуличної гонки Лукас вирушає в гараж Віна з розбитим Smart Fortwo і влаштовується до нього на роботу механіком, попри заперечення Кертіса, друга Віна. Також Вайт налагоджує відносини з сестрою Віна Джорданою.
На наступний день Лукас і Він зустрічаються з бандою, щоб обміняти суперкар де ла Сола на портфель з грошима, але тільки для того, щоб виявити всередині бомбу. Віна переслідує лідер банди, а Лукас випадково знищує детектива Ганновера, свого начальника і єдиного, хто знає про його особу як поліцейського під прикриттям. Пізніше на місце злочину прибувають детектив Рок Джонсон і офіцер Джулі Канаро. Повернувшись в свій гараж, Він і його друзі виявляють в комп'ютері в суперкарі мафіозі інформацію про його незаконні справи, завдяки якій вони мають намір викрасти 100 мільйонів доларів. Для цього Він використовує Раппера Камео, крутого азійського хлопця, і модель, що стала актрисою. У той же час Джордана повідомляє Лукасу, що вона вагітна. Пізніше банда починає пограбування, але в кінцевому підсумку виявляється не на тій вулиці і помилково ловлять священика і монахиню. Пізніше Він і його друзі дізнаються, що секретний сховок знаходиться в ресторані Big Ass Taco. У них є план: проникнути в сховище, вкрасти гроші і втекти в країну, яка не має екстрадиції, без будь-яких жертв, крім Кертіса. На наступний ранок Джонсон і його команда приїжджають в гараж Віна; об'єкт порожній, але Канаро виявляє плани банди, які Джонсон ігнорує.
В Big Ass Taco банда розуміє, що Кертіс їх обдурив, і бере участь в перестрілці з головорізами де ла Сола. В останню хвилину Кертіс гине, захищаючи Віна. Використовуючи відновлений Smart і Toyota Corolla Лукаса, Він і Лукас втікають. Де ла Сол і Сезар переслідують їх з Джонсоном і його командою. Подруга Віна, лесбійка Мішель, бере на себе Канаро, щоб допомогти банді втекти. У той же час, де ла Сол виганяє Сезара зі свого позашляховика після суперечки про клімат-контроль. Джонсон вбиває Сезара в перестрілці і зупиняє де ла Сола, але той тікає, підкупивши детектива чоловічим косметичним комплектом. Почувши вибух, Джонсон направляється в покинутий ресторан і ганяється за бандою. Він наздоганяє Джордану і повідомляє їй і Віну, що Лукас — таємний поліцейський. Лукас пристібає Джонсона до Scion tC Джордани і йде з нею і Віном, в той час як Джонсон щосили намагається схопити свою пляшку дитячої оливки, що стоїть на землі. Сховавши готівку в труси, Лукас і Він погоджуються на ще одну гонку, з ненародженою дитиною Джордани. В цей час з'являється де ла Сол, вимагаючи повернення своїх грошей, але його збиває машина з Мішель і Канаро. Лукас, Він і Джордана потім виходять на гонку, і Він сперечається з пристроєм GPS після того, як він направляє його в магазин перук.

## У ролях
- Алекс Ешбо — офіцер Лукас Вайт (пародія на Браяна О'Коннера)[4]
- Дейл Павінскі — Він Дросель (пародія на Домініка Торетто)
- Лілі Мірожник — Джордана Дросель, пародія на Міа Торетто)
- Андреа Наведо — Мішель Ториц (пародія на Летті Ортіс)
- Деніел Буко — Кертіс (пародія на Вінса Кретча)
- Діо Джонсон — детектив Рок Джонсон (пародія на Люка Хоббса)
- Рохеліо Дуглас-молодший — Раппер Камео (пародія на Теджена Паркера і Романа Пірса)
- Кріс Пенг — крутий азійський хлопець (пародія на Хань Лью)
- Шанель Селая — модель, що стала актрисою (пародія на Жизель Яшар)
- Шантель Віславскі — офіцер Джулі Канаро (пародія на Моніку Фуентес і Олену Нівес)
- Омар Чапарро — Хуан Карлос де ла Соль (пародія на Артуро Брагу і Ернана Реєса)
- Джозеф Джуліан Сорія — Сезар Вільякрус (пародія на Фенікса Кальдерона і Зізі)
- Гонсало Менендес — детектив Ганновер
- Амін Джозеф — Дре
- Луїс Чавес — Гектор
- Куето Єска — Хосе